# 路登美
路 登美（みち の とみ、? - 大宝2年10月1日（702年10月26日））は、飛鳥時代の貴族。名は跡見、迹見とも記される。姓は公のち真人。官位は従四位下・春宮大夫。

## 経歴
天武天皇13年（684年）八色の姓の制定により、路公姓から路真人姓に改姓する。天武天皇14年（685年）各地の国司・郡司および百姓の消息を巡察するために各道に使者が派遣された際、登美は南海道の使者（巡察使）となった（この時の冠位は直広参）。持統天皇元年（687年）新羅が王子・金霜林ら使節を派遣してきた際、使節を饗する勅使を務める。
持統天皇11年（697年）2月に軽皇子が立太子すると登美は春宮大夫に任ぜられるが、同年8月に持統天皇の譲位を受けて皇子が即位（文武天皇）したため、登美は春宮大夫の官職を解かれたか。大宝元年（701年）大宝令における位階制度の制定を通じて従四位下に叙せられた。
大宝2年（702年）10月1日卒去。最終位階は従四位下。

## 官歴
『六国史』による。
- 天武天皇13年（684年） 10月1日：路公姓から路真人姓に改姓
- 時期不詳：直広参
- 天武天皇14年（685年） 9月15日：南海使者（巡察使）
- 持統天皇元年（687年） 12月10日：饗新羅勅使
- 持統天皇11年（697年） 2月28：春宮大夫（春宮：軽皇子）
- 時期不詳：従四位下
- 大宝2年（702年） 10月1日：卒去（従四位下）